# Dirk Schilbock
Dirk Schilbock (* 1. August 1972) ist ein ehemaliger deutscher Fußballspieler.

## Karriere
Schilbock kam für Fortuna Düsseldorf in der Saison 1991/92 zu seinem Debüt in der Bundesliga. Am vorletzten Spieltag, dem 37., wurde er zur 2. Halbzeit beim Auswärtsspiel gegen den 1. FC Kaiserslautern eingewechselt. Das Spiel verlor die Fortuna mit 2:0. Am letzten Spieltag stand er in der Startformation gegen den Hamburger SV und spielte 90 Minuten, das Spiel wurde durch ein Tor von Antoine Hey mit 1:0 gewonnen. Düsseldorf belegte den letzten Platz und stieg in die 2. Bundesliga ab. Schilbock absolvierte in der 2. Liga drei Spiele und musste erneut den Abstieg mit der Fortuna hinnehmen.
Später war Schilbock für Preussen Krefeld und TuRU Düsseldorf aktiv.